# Leukotea (bogini)
Leukotea (gr. Λευκοθέα „Biała bogini”, łac. Leucothea) – bogini morska w mitologii greckiej, czczona później także przez Rzymian.
Utożsamiano ją z Ino, która po samobójczym skoku do morza miała zostać przemieniona w nereidę. Na Rodos identyfikowano ją natomiast z Halią. Poświęcono jej jeden z hymnów orfickich (LXXIV). 
Była czczona jako opiekunka żeglarzy i bogini morskiej piany, do której podczas sztormów żeglarze zanosili modły z prośbą o ocalenie i bezpieczne dotarcie do portu. Wraz z synem Palajmonem oboje odbierali też cześć jako opiekunowie rozbitków. Jako taka, w eposie Homera ratuje przed utonięciem Odyseusza, rzucając mu cudowną przepaskę i umożliwiając dotarcie wpław do lądu (Pieśń V, 333-353). 
Przez Rzymian została utożsamiona z Mater Matutą, a Palajmon – z Portunusem.
Nierzadko mylona z nimfą Leukotoe, kochanką Heliosa (lub Apollina), opisaną w Przemianach Owidiusza.
Postać jej inspirowała twórców w późniejszych epokach. Utwór poetycki poświęcił jej angielski poeta Keith Douglas. W Polsce temat bogini został literacko przetworzony w  Leukotea: powieść z dziejów starożytnego Rzymu i wydany anonimowo w 1915 przez poznańską Księgarnię Św. Wojciecha. 
Jej imieniem nazwano odkrytą w 1855 asteroidę z głównego pasa słonecznego, skatalogowaną pod numerem 35.  

## Uwagi

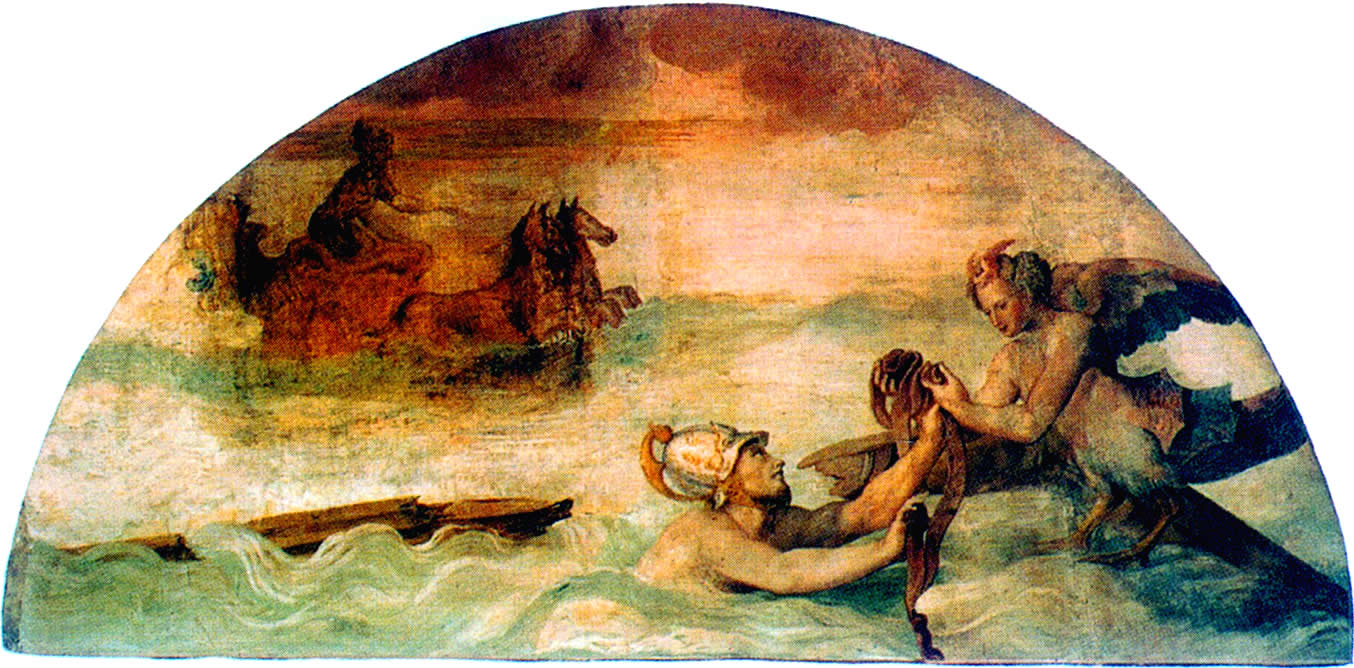
Leukotea ratująca Odyseusza – fresk Alessandro Alloriego (1580)